# Axel Bevia

a Compétitions nationales et continentales officielles uniquement.

b Matchs officiels uniquement.
Dernière mise à jour le 7 décembre 2024.
Axel Bevia, né le 4 mai 2002, est un joueur français de rugby à XV jouant aux postes d'arrière ou d'ailier au Stade aurillacois.

## Biographie

### Jeunesse et formation
Formé au RC Narbonne, Axel Bevia rejoint le centre de formation du Montpellier HR durant l'été 2020. En novembre 2020, la Fédération française de rugby annonce qu'il est retenu dans le groupe Pôle France pour la saison 2020-2021.

### Carrière professionnelle
Axel Bevia fait ses débuts avec l'équipe professionnelle du Montpellier HR, en décembre 2020, lors d'un match de Coupe d'Europe à domicile contre le Leinster. Puis, il découvre le Top 14, en mai 2021 à Paris, lors d'un match contre le Stade français Paris.
À l'automne 2023, il est prêté en Pro D2 au Stade aurillacois.
À partir de la saison 2024-2025, il quitte définitivement le Montpellier HR et reste dans le Cantal. Au Stade aurillacois, il s'impose dans la rotation de l'effectif et joue régulièrement.